# Josip Roglić
Josip Roglić, hrvaški fizični in prometni geograf, akademik, * 14. marec 1906, Župa Biokovska, † 18. oktober 1987, Zagreb.

## Dela
- Glacijalni tragovi na Biokovu (1931)
- Biokovo – geomorfološka istraživanja (1935)
- Eustatički i glacioeustatički pokreti (1935)
- Imotsko polje – fizičko-geografske osobine (1938)
- Neki osnovni problemi krša (1956)
- Zaravni na vapnencima (1957)
- Terase i erozijski nivoi (1958)
- Geografski elementi i faktori (1959)
- Odnos morske razine i cirkulacije vode u kršu (1961)
- Elementi i dinamika reljefa Zagrebačke regije (1963)
- Geografsko izučavanje reljefa (1964)
- Geografski aspekt prometa (1965)
- Prometno-geografski položaj jadranskog područja (1965)
- Litoralizacija i njeno značenje (1966)
- Uvod u geografsko poznavanje karata (1967)
- Geografski aspekt dinarskog krša (1969)
- Autocesta Zagreb – Split (1971)
- Tunel kroz Učku (1971)
- Analiza prometno-geografskih prednosti riječkog pravca (1984)